# Podróż apostolska Benedykta XVI do Kamerunu i Angoli
Podróż apostolska Benedykta XVI do Kamerunu i Angoli odbyła się 17–23 marca 2009.

## Plan podróży

### Wtorek 17 marca
- godz. 10:00 – wylot z międzynarodowego lotniska Fiumicino do stolicy Kamerunu Jaunde;
- godz. 16:00 – przylot na międzynarodowe lotnisko Nsimalen w Jaunde. Ceremonia powitania (przemówienie papieża);

### Środa 18 marca
- godz. 8:00 – prywatna msza w kaplicy nuncjatury apostolskiej w Jaunde;
- godz. 10:00 – kurtuazyjna wizyta u prezydenta Republiki Kamerunu (Pałac Jedności);
- godz. 11:15 – spotkanie z biskupami Kamerunu w kościele Chrystusa Króla w Tsinga, w Jaunde (przemówienie papieża);
- godz. 12:45 – obiad w nuncjaturze apostolskiej;
- godz. 16:45 – nieszpory z biskupami, księżmi, diakonami, osobami zakonnymi, przedstawicielami ruchów kościelnych oraz innych wyznań chrześcijańskich (bazylika Maryi Królowej Apostołów w dzielnicy Mvolyé; homilia papieża);

### Czwartek 19 marca
- godz. 08:45 – spotkanie z przedstawicielami wspólnoty muzułmańskiej (nuncjatura apostolska; przemówienie papieża);
- godz. 10:00 – msza z okazji publikacji Instrumentum Laboris na II Zgromadzenie Specjalne Synodu Biskupów dla Afryki (stadion Amadou Ahidjo w Jaunde; przemówienie papieża);
- godz. 16:30 – spotkanie z chorymi (Ośrodek im. kard. Paula Émile’a Légera w Jaunde; przemówienie papieża);
- godz. 18:30 – spotkanie z członkami Rady Specjalnej Synodu Biskupów dla Afryki (nuncjatura apostolska; przemówienie papieża);
- godz. 19:30 – kolacja z członkami Rady Specjalnej Synodu Biskupów dla Afryki, kardynałami, biskupami i członkami orszaku papieskiego (nuncjatura apostolska);

### Piątek 20 marca
- godz. 7:00 – msza w kaplicy nuncjatury apostolskiej;
- godz. 10:00 – ceremonia pożegnania na lotnisku Nsimalen w Jaunde (przemówienie papieża);
- godz. 10:30 – odlot z Jaunde do Luandy w Angoli;
- godz. 12:45 – przylot na lotnisko Quatro de Fevereiro w Luandzie; ceremonia powitania (przemówienie papieża);
- godz. 17:00 – wizyta kurtuazyjna u głowy państwa (pałac prezydencki; przemówienie papieża);
- godz. 17:45 – kolacja z biskupami;

### Sobota 21 marca
- godz. 10:00 – msza z udziałem biskupów, księży, osób zakonnych, członków ruchów kościelnych i katechistów Angoli oraz Wysp Świętego Tomasza i Książęcej (kościół św. Pawła; homilia papieża);
- godz. 16:30 – spotkanie z młodzieżą (stadion dos Coqueiros; przemówienie papieża);

### Niedziela 22 marca
- godz. 10:00 – msza z biskupami należącymi do Międzyregionalnego Spotkania Biskupów Południowej Afryki (błonia Ciamangola; homilia papieża);
- Modlitwa Anioł Pański (rozważanie papieża);
- godz. 16:45 – spotkanie z przedstawicielami ruchów katolickich zajmujących się promocją kobiet (kościół św. Antoniego; przemówienie papieża);

### Poniedziałek 23 marca
- godz. 7:30 – msza w kaplicy nuncjatury apostolskiej;
- godz. 10:00 – ceremonia pożegnania na lotnisku w Luandzie (przemówienie papieża);
- godz. 10:30 – wylot w drogę powrotną do Rzymu;
- godz. 18:00 – przylot na lotnisko Ciampino.